# 齋藤美樹
齋藤 美樹（さいとう みき、1967年（昭和42年） - ）は、山形県鶴岡市出身の、日本のイラストレーター、りめいくアート作家。

## 人物
イラストレーターの他に、『りめいぐるみ』と呼ばれる、古着をリメイクしたぬいぐるみなどの、りめいくアートの制作活動も行っている。

## 略歴
- 1967年（昭和42年）、山形県鶴岡市に生れる。
- セツモードセミナー卒業。
- 1994年（平成6年）、フリーイラストレーターとなる。
- 1996年（平成8年）、りめいくアートの製作を開始する。
- 1999年（平成11年）、著書『リサイクルなアーティストになろう』出版。
- 2000年（平成12年）、共著『楽しいリサイクルアート』（第1巻 - 第4巻）出版。

## 著作物

### 著書
- 『リサイクルなアーティストになろう』 1999 星雲社 ISBN 4-7952-1381-X

### 共著
- 『楽しいリサイクルアート』（第1巻～第4巻） 写真：野々下猛 2000 汐文社
  - 第1巻『海・山・川でみつけたものでリニューアル』 ISBN 4-8113-7305-7
  - 第2巻『街でみつけたものでリニューアル』 ISBN 4-8113-7306-5
  - 第3巻『不用になった服や布でリニューアル』 ISBN 4-8113-7307-3
  - 第4巻『家の不用品でリニューアル』 ISBN 4-8113-7308-1

### イラスト
- 『中国怪奇物語 2 - 未知の国へ大冒険 - 』 著者：大沢昇 1995 汐文社 ISBN 4-8113-0292-3
- 『イラスト子ども俳句 - 春 - 』 編集：炎天寺 1996 汐文社 ISBN 4-8113-0304-0
- 『女性が憂鬱から立ち直るためのヒント集』 著者：竹田まゆみ 1997 汐文社 ISBN 4-8113-0179-X